# ليون موراي
ليون موراي (بالإنجليزية: Leon Murray)‏ هو لاعب كرة قدم أمريكية أمريكي، ولد في 10 يناير 1977 في سينسيناتي في الولايات المتحدة.
1. 1 2  College Basketball at Sports-Reference.com، QID:Q100311335